# ديكستر إم. فيري
ديكستر إم. فيري (بالإنجليزية: Dexter M. Ferry)‏ هو شخصية أعمال أمريكي، ولد في 3 أغسطس 1833 في لوفيل في الولايات المتحدة، وتوفي في 10 نوفمبر 1907.